# Bolitoglossa paraensis
Bolitoglossa paraensis é uma espécie de anfíbio caudado pertencente à família dos pletodontídeos (Plethodontidae), subfamília dos hemidactiliíneos (Hemidactyliinae). Pertence ao único gênero da ordem dos caudados presente no Brasil.

## Distribuição e habitat
B. paraensis foi originalmente entendido como sinônimo de Bolitoglossa altamazonica, mas estudos realizados em 2008 compreenderam-na como parte de um complexo de três a quatro espécies. A espécie nominal ocorre a oeste do rio Pará, e localidades de ambas as margens do rio Guamá, ambos afluentes do sul do rio Amazonas, próximo à costa atlântica e na divisa com o Maranhão, nos municípios de Barcarena, Belém, Bragança, Benevides, Canindé, Moju, Ourém, Primavera, Santa Bárbara do Pará, Santa Isabel do Pará e Tailândia, em elevações de 10 a 40 metros. Há um registro periférico no Amapá, no Escudo das Guianas. Todos os outros registros da Amazônia brasileira dizem respeito a outros táxons. Habita florestas tropicais do bioma Amazônia, onde ocorre arbustos e troncos de árvores do sub-bosque da floresta primária, floresta secundária, floresta de várzea, igapó e capoeira. Houve ainda registros em áreas agrícolas, como monoculturas de maracujá (Passiflora edulis), cacau (Theobroma cacao) e dendezeiro (Elaeis guineensis).

## Descrição
Os machos de Bolitoglossa paraensis atingem de 29 a 42 milímetros, enquanto as fêmeas atingem de 31 a 48 milímetros. A espécie tem cabeça achatada e esbelta, com proporção de largura da cabeça para comprimento padrão de cerca de sete milímetros. Tem focinho curto com 40 a 50% da largura de suas cabeças e pequenas narinas na ponta do focinho. As protuberâncias nasolabiais estão moderadamente presentes em machos e fêmeas e seus olhos são proeminentes com diâmetro orbital horizontal que é 85% do comprimento do focinho. As glândulas mentais estão presentes apenas nos machos e têm largura de 1,6 a 3,5 milímetros e comprimento de 1,6 a três milímetros. Possuem corpos cilíndricos com 13 sulcos costais. O número de espaços intercostais entre os membros adprimidos é de 2,5 a 5,5 milímetros. Seus pés são largos e completamente palmados. As falanges distais dos dedos mais longos são livres. Seus dígitos diminuem de comprimento na ordem 3 - 2 - 4 - 1 nos dedos das mãos e 3 - 2 - 4 - 5 - 1 nos dedos dos pés. A cauda é cilíndrica até cerca de metade de seu comprimento, então sua área de seção transversal começa a diminuir. A proporção entre o comprimento da cauda e o comprimento padrão é de cerca de 75 - 100%.
Bolitoglossa paraensis se distingue de outras espécies devido à sua extensa teia digital, 13 sulcos costais e ausência de dobra sublingual. Em vida, a superfície dorsal do corpo é cinza com manchas marrom-claras ou escuras. Existem também manchas brancas ao longo do corpo e flancos. A superfície ventral é cinza escuro com manchas brancas uniformemente distribuídas. O focinho tem manchas creme entre as narinas e acima da protuberância nasolabial. A cauda é mais clara que o dorso e é acastanhada com manchas brancas nas superfícies dorsal e lateral. A íris é dourada pálida e a glândula mental é esbranquiçada. Em conservante, a superfície dorsal da cabeça e do corpo são cinza escuro com manchas marrom-avermelhadas. Alguns espécimes têm coloração uniforme, enquanto outros são manchados ou com faixa dorsal média. A superfície ventral é marrom claro com manchas creme uniformemente distribuídas. O focinho é creme ou apresenta manchas creme entre as narinas e acima da protuberância nasolabial. A maioria dos espécimes tem marcação marrom escura triangular entre os olhos. A glândula mental é aparente e de cor creme.

## Ecologia e conservação
Bolitoglossa paraensis é ativo principalmente durante os meses chuvosos de dezembro a março. Sua reprodução é fortemente influenciada por fatores ecológicos, especificamente pelo clima. A atividade reprodutiva provavelmente é desencadeada pelo aumento da precipitação ou umidade. Ao se reproduzir, gera uma ninhada que pode variar de oito a 15 ovos. Ao eclodirem, geram em juvenis metamorfoseados. A espécie é considerada uma espécie comum nos fragmentos florestais de Belém e arredores. O desmatamento devido ao crescimento urbano na região de Belém e mineração de bauxita na região de Juruti são algumas das ameaças mais significativas à espécie. Uma população do Amapá fica próxima ao Parque Nacional Montanhas do Tumucumaque, mas outras populações não estão próximas de áreas protegidas. Em 2008, foi listada como deficiente em dados (DD) na Lista Vermelha da União Internacional para a Conservação da Natureza (UICN / IUCN), pois só recentemente ressuscitou como espécie válida, e ainda há muito pouco conhecimento sobre sua extensão de ocorrência, área de ocupação, status e requisitos ecológicos. Em 2007, a espécie foi classificada como vulnerável na Lista de espécies de flora e fauna ameaçadas de extinção do Estado do Pará; em 2014, como em perigo na Portaria MMA N.º 444 de 17 de dezembro de 2014; e em 2018, como em perigo no Livro Vermelho da Fauna Brasileira Ameaçada de Extinção do Instituto Chico Mendes de Conservação da Biodiversidade (ICMBio).